# Jewhenij Isajenko
Jewhenij Jurijowycz Isajenko, ukr. Євгеній Юрійович Ісаєнко (ur. 7 sierpnia 2000 w Winnicy) – ukraiński piłkarz grający na pozycji napastnika.

## Kariera piłkarska

### Kariera klubowa
Wychowanek Szkoły Sportowej w Winnicy oraz Akademii Piłkarskiej Dynamo Kijów, barwy których bronił w juniorskich mistrzostwach Ukrainy (DJuFL). 5 sierpnia 2017 roku rozpoczął karierę piłkarską w drużynie młodzieżowej Dynamo Kijów U-21, a 13 kwietnia 2019 debiutował w podstawowym składzie Dynama. 24 sierpnia 2020 został wypożyczony do Kołosu Kowaliwka. 21 lipca 2021 ponownie został wypożyczony, tym razem do Czornomorca Odessa. W styczniu 2022 piłkarz wrócił do Dynama, a 4 lutego 2022 znów wrócił do Kołosu Kowaliwka.

### Kariera reprezentacyjna
W 2017 debiutował w juniorskiej reprezentacji Ukrainy U-17, a w 2018 w reprezentacji U-19. Od 2020 występował w młodzieżowej reprezentacji Ukrainy U-21.